# Heinrich Kaminski

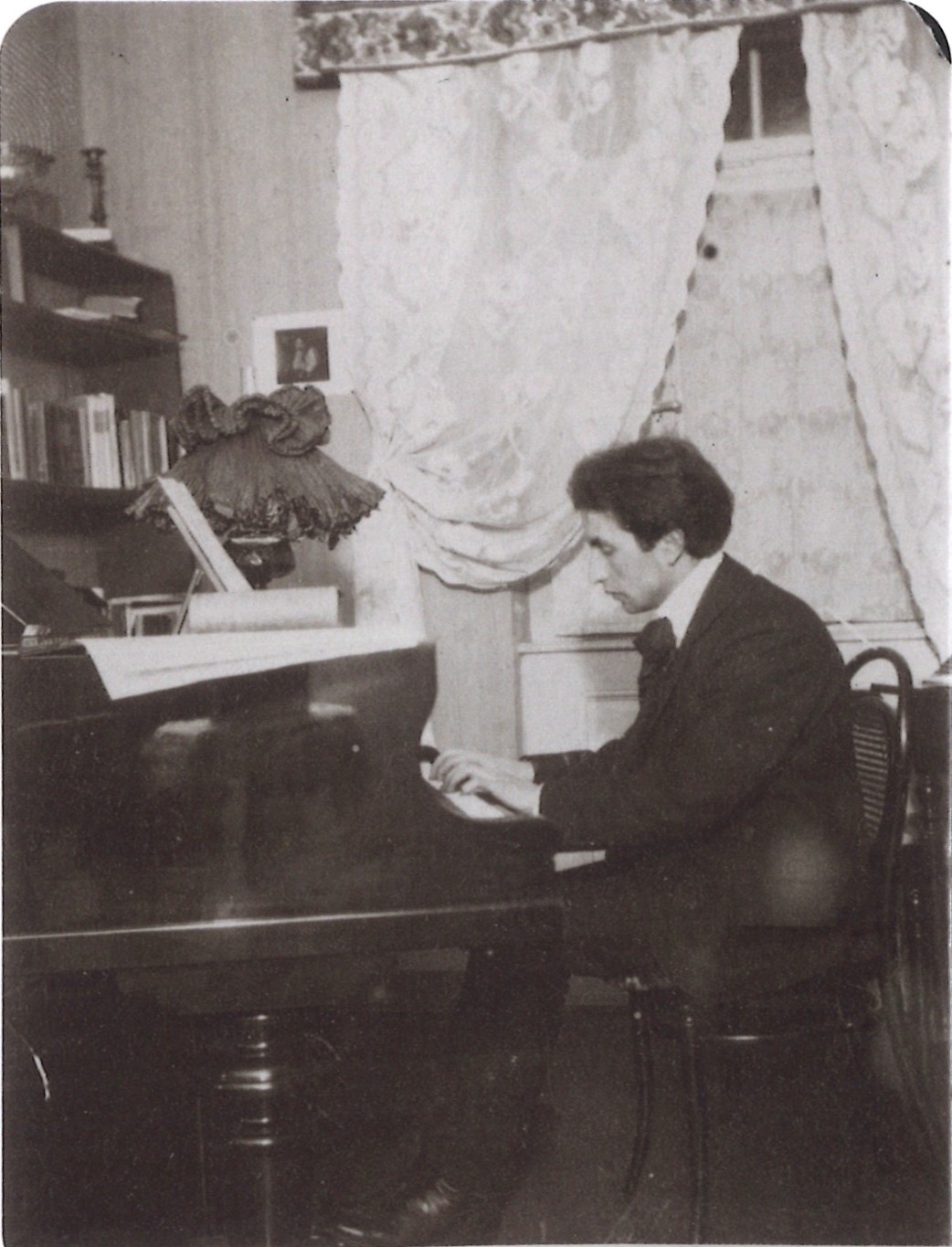
Heinrich Kaminski (1912)

Heinrich Kaminski, född 4 juli 1886 i Tiengen i Schwarzwald, död 21 juni 1946 i Ried i Oberbayern, var en tysk tonsättare.
Kaminski, som var son till en gammalkatolsk präst, studerade musik i Heidelberg och Berlin. Han levde därefter i Isardalen nära München ett slags eremitliv i närmast anslutning till traktens bondebefolkning. Han är främst känd för sin kyrkomusik, vilken avser att förena Johann Sebastian Bachs polyfoni med moderna uttrycksmedel; i övrigt komponerade han främst kammarmusik.